# Прапор Дружківки
Прапор Дружківки — офіційний символ міста Дружківка Донецької області, затверджений 26 березня 1998 року рішенням №XXII/23-2 XXIII на сесії міської ради XXII скликання.
Прямокутне малинове полотнище зі співвідношенням ширини до довжини 2:3, з кутів від держалка до середини вільного краю відходить синій вилоподібний хрест із білою обвідкою.
Малиновий колір — колір козацьких прапорів.
Вилоподібний хрест символізує злиття двох річок Казенного та Кривого Торців.
Автори прапора: Фатов Сергій Іванович, Савельєв Олександр Олександрович, Банников Віктор Володимирович (всі з Дружківки).